# Wilkówiec
Wilkówiec – wieś sołecka w Polsce położona w województwie mazowieckim, w powiecie płońskim, w gminie Czerwińsk nad Wisłą. Miejscowość leży nad Wisłą.
Pierwsza wzmianka o miejscowości Wilkowiec pochodzi z 1256 roku. Wówczas książę Siemowit I mazowiecki (1248–1262) w Rafałowie, nadał należącej do kanoników czerwińskich wsi immunitet, zwalniający mieszkańców z szeregu świadczeń na rzecz księstwa.
Wieś duchowna Wilkowiec położona była w drugiej połowie XVI wieku w powiecie sąchockim ziemi ciechanowskiej województwa mazowieckiego. W latach 1975–1998 miejscowość administracyjnie należała do województwa płockiego.
Mieszkańcy wyznania rzymskokatolickiego należą do Parafii Zwiastowania Najświętszej Maryi Pannie w Czerwińsku nad Wisłą.
Sołectwo Wilkówiec wraz z sąsiadującym od wschodu Sołectwem Wychódźc tworzy wspólnie Okręg 13. w wyborach do rady miejskiej. W wyborach do Sejmu mieszkańcy Wilkówca wybierają swoich przedstawicieli w okręgu nr 16, zaś w wyborach do Senatu w okręgu nr 39.
Dzieci i młodzież zamieszkujący miejscowość Wilkówiec uczęszczają do najbliższej Szkoły Podstawowej im. Marszałka Józefa Piłsudskiego w Chociszewie, gdzie przygotowują się także do przyjęcia sakramentu I Komunii Świętej oraz odnowienia przyrzeczeń chrzcielnych. Szkolne uroczystości kościelne i państwowe odbywają się w kościele parafialnym pw. św. Leonarda w Chociszewie.
Mieszkańcy Wilkówca corocznie goszczą w centrum wioski, przy krzyżu na skrzyżowaniu dróg gminnych, pielgrzymów Pielgrzymki Warszawa-Gietrzwałd.
Przez teren miejscowości Wilkówiec prowadzi wyznaczona ścieżka rowerowa, którą dalej drogą nad Wisłą można dotrzeć do miasta Czerwińsk nad Wisłą.
Na terenie Sołectwa Wilkówiec znajduje się kilkudziesięciohektarowy las mieszany, należący do nadleśnictwa Płock, w którym przeważają dęby, ale na terenach bardziej piaszczystych także sosny. Las ten w większości jest chroniony przez dwa obszary sieci Natura 2000, Nadwiślański Obszar Chronionego Krajobrazu oraz rezerwat przyrody Brody Czerwińskie.
Mieszkańcy Sołectwa, którzy kwalifikują się do stawienia się na tzw. komisję wojskową otrzymują obecnie wezwania do stawienia się w Wojskowym Centrum Rekrutacji w Ciechanowie, które zastąpiło wcześniejszą Wojskową Komisję Uzupełnień z siedzibą w tym samym mieście na prawach powiatu.

## Sołtysi i rady sołeckie
Obecnie funkcję Sołtysa Sołectwa Wilkówiec pełni Pan Sławomir Marciniak (2019–nadal). Sołtys według Statutu Sołectwa stoi na czele rady sołeckiej jako jej przewodniczący. W kadencji 2023–2028 sołtysa wspiera rada sołecka w następującym składzie:
1. Mariusz Pręgowski
2. Tadeusz Romanowski
3. Arkadiusz Kuczera[17].